# Maserati Tipo 61
De Maserati Tipo 61, ook wel "Birdcage" genoemd, is een raceauto gemaakt door Maserati tussen 1959 en 1961

## Geschiedenis
De Maserati Tipo 61 is een van de belangrijkste sportauto's uit de jaren 60. De bijnaam van de auto, "Birdcage", dankt hij aan de aparte manier waarop hij is gebouwd. De auto bestaat namelijk uit 200 aparte secties van buizen die samen een heel sterk geheel vormen, maar wat wel het uiterlijk van een "vogelkooi" geeft.
De auto won met Sir Stirling Moss achter het stuur in 1959 de Grand prix van Rouen. Een groot probleem van de auto was echter zijn betrouwbaarheid, waardoor vele races waarbij de Maserati werd ingeschreven hij de finish niet haalde. Dit was vooral een probleem in Europa, waar veel langeafstandsraces werden gehouden. In de Verenigde Staten werden deze races minder gehouden en daar had de Tipo 61 dan ook meer succes.

## Techniek
De Tipo 61 heeft een viercilindermotor met een inhoud van 2996 cc. Deze motor produceert 250 pk (of 186 kW) en hierdoor heeft de auto een topsnelheid van 285 km/u.
De versnellingsbak is een standaard handgeschakelde transmissie met 5 versnellingen van Maserati. De auto heeft rondom schijfremmen, wat de auto een grote voorsprong gaf op vele andere auto's en waardoor de Tipo 61 heel vaak een snelste rondetijd op zijn naam heeft staan.

## Waarde

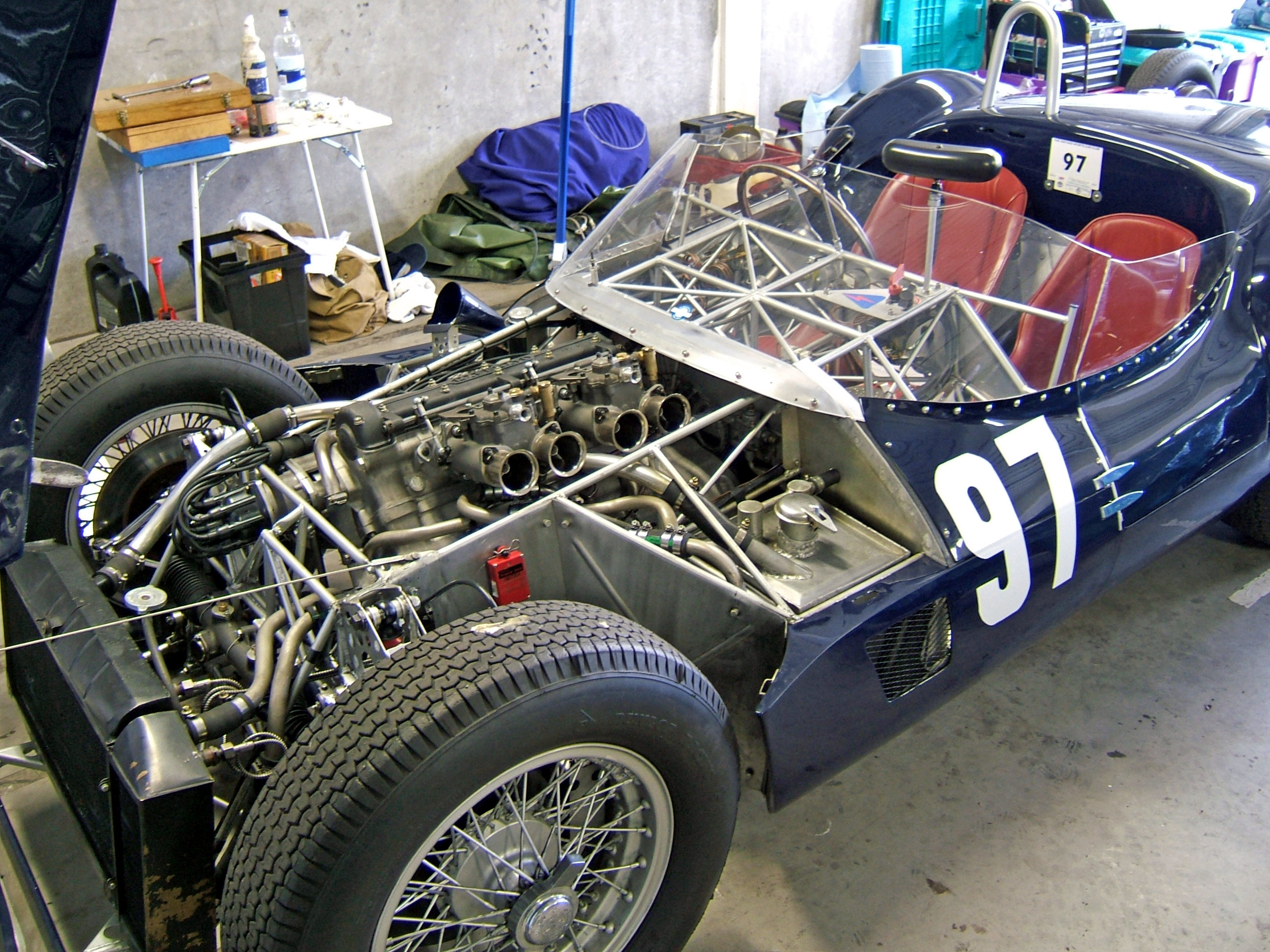
Maserati Tipo 61

Ondanks dat de Tipo 61 niet de meest betrouwbare raceauto uit de jaren 60 is wordt hij gezien als een van de meeste gewilde auto's die er zijn. In 1960 kostte de auto slechts £3900, inmiddels ligt de waarde van de auto in de miljoenen. Op een veiling werd er voor de auto £ 1.712.304 betaald.